# دانيال ك. كوبر
دانيال ك. كوبر (بالإنجليزية: Daniel C. Cooper)‏ هو سياسي أمريكي، ولد في 21 نوفمبر 1773، وتوفي في 13 يوليو 1818. انتخب عضو مجلس نواب أوهايو.